# Ceratogyrus sanderi
Ceratogyrus sanderi är en spindelart som beskrevs av Embrik Strand 1906. Ceratogyrus sanderi ingår i släktet Ceratogyrus och familjen fågelspindlar. Inga underarter finns listade i Catalogue of Life.